# فرانچسکو کاپوکاساله
فرانچسکو کاپوکاساله (انگلیسی: Francesco Capocasale؛ ۲۵ اوت ۱۹۱۶ – ۶ اوت ۱۹۹۸) بازیکن فوتبال اهل ایتالیا بود.
از باشگاه‌هایی که در آن بازی کرده‌است می‌توان به باشگاه فوتبال یوونتوس، باشگاه فوتبال مودنا، و باشگاه فوتبال باری اشاره کرد.